# نصف دولار بمناسبة الذكرى المئوية الثانية
نصف دولار نورفولك، فيرجينيا، الذكرى المئوية الثانية هي عملة تذكارية بقيمة نصف دولار سُكت من قبل مكتب سك العملة الأمريكي في عام 1937، على الرغم من أنها تحمل تاريخ 1936. تخلد هذه العملة المعدنية الذكرى المئوية الثانية لتعيين نورفولك كمدينة ملكية، والذكرى المئوية لتحولها إلى مدينة. صُممت من قبل الزوجين ويليام ماركس سيمبسون ومارجوري إيموري سيمبسون.
سعى السيناتور كارتر جلاس من ولاية فرجينيا إلى التشريع الخاص بإصدار نصف دولار من عملة نورفولك، لكن مشروع القانون عُدل في اللجنة لتوفير ميداليات تذكارية بدلاً من ذلك. وعلى الرغم من عدم علمهم بهذا التغيير، قام جلاس وراعي مشروع القانون في مجلس النواب، أبسالوم دبليو روبرتسون، برعاية التشريع عبر الكونجرس. ولم تكن السلطات المحلية في نورفولك راغبة في الحصول على ميداليات، وسعت إلى تعديل أقره الكونجرس في يونيو/حزيران 1937.
وقد نص التشريع على أن تؤرخ جميع العملات المعدنية إلى عام 1936؛ وبالتالي، هناك خمسة تواريخ على نصف الدولار، ولا يوجد أي منها تاريخ سك العملة، أي عام 1937. بحلول ذلك الوقت، كانت الذكرى السنوية قد مرت، وكانت المبيعات أقل من المتوقع؛ حيث أُرجع ما يقرب من ثلث العملات المعدنية من أجل صهرها. نصف دولار نورفولك هو العملة الأمريكية الوحيدة التي تصور التاج البريطاني، والذي يظهر على صولجان الاحتفال بالمدينة، والذي يوجد على الجانب الخلفي (الجانب الذي يحمل الذيل) من العملة.

## خلفية
مُنح جزء كبير من المنطقة التي تضم الآن مدينة نورفولك بولاية فرجينيا من قبل تشارلز الأول ملك إنجلترا في عام 1636 إلى آدم ثوروغود، وهو خادم متعاقد سابق ترقى ليصبح عضوًا في مجلس بورغيس في فرجينيا. قام ثوروجود بتجنيد 105 أشخاص للعيش في تلك الأرض، وأطلق على المنطقة اسم مسقط رأسه، مقاطعة نورفولك في إنجلترا. مُنح بعض الأراضي لعائلة ويلوبي؛ والتي أصبحت في نهاية المطاف مركز مدينة نورفولك. في عام 1736، حصلت نورفولك على ميثاق كمدينة ملكية من قبل جورج الثاني، وقدم نائب حاكم ولاية فرجينيا، روبرت دينويدي، لنورفولك صولجانًا احتفاليًا في عام 1753، مما جعل نورفولك المدينة الأمريكية الوحيدة التي تمتلك صولجانًا من العصر الاستعماري. على الرغم من تعرضها للتدمير تقريبًا أثناء الحرب الثورية الأمريكية، إلا أن نورفولك كانت ميناءً كبيرًا تقريبًا مثل مدينة نيويورك بحلول عام 1790، لكن أهميتها تراجعت في القرن التاسع عشر. وتظل موطنًا لقاعدة بحرية رئيسية.
في ثلاثينيات القرن العشرين، لم تكن الحكومة تبيع العملات التذكارية - كان الكونجرس، عند الموافقة على التشريعات، يعين عادةً منظمة لها الحق الحصري في شرائها بالقيمة الاسمية وبيعها للجمهور مقابل علاوة. في حالة نصف دولار نورفولك، كانت المجموعة المسؤولة هي مجلس إعلانات نورفولك، وهي شركة تابعة لغرفة تجارة نورفولك.

## تشريع
قدم عضو مجلس الشيوخ عن ولاية فرجينيا كارتر جلاس مشروع قانون لإصدار نصف دولار بمناسبة الذكرى المئوية الثانية لتأسيس نورفولك في 20 مايو 1936؛ وأُحال إلى لجنة الخدمات المصرفية والتجارة. وقد أُرسل مشروع القانون إلى مجلس الشيوخ من قبل ألفا آدامز من كولورادو في 20 يونيو. وأوصت اللجنة في تقريرها بإصدار ميدالية، وليس عملة معدنية. أرفقوا رسالة من عام 1935 من الرئيس فرانكلين د. روزفلت يشكو فيها من أن الكونجرس قد سمح بإصدار عملات تذكارية ذات طبيعة محلية بحتة، وأوصى بإصدار ميداليات تذكارية بدلاً من ذلك.
في الدورة الأخيرة للكونغرس، مُررت عدة مشاريع قوانين ووقّع الرئيس على خمسة عشر إصدارًا من العملات التذكارية. فهل يُعقل أن يكون لإنزال السويديين في ديلاوير أهمية تاريخية تفوق أهمية منحة الأرض الأصلية لمقاطعة نورفولك – التي تشمل اليوم مقاطعات نورفولك، الأميرة آن، ونانسيموند – والتي تعدّ من أكثر المناطق غنى بالإرث التاريخي في البلاد؟
وهل يعلو شأن استيطان شمال إلينوي، الذي خُلد في عملة إلجين، على منح الميثاق الملكي لمدينة نورفولك؟
لماذا، بعد كل هذه الإصدارات التذكارية، تتحول السلطات فجأة إلى إصدار غامض يطلب من نورفولك أن تكتفي بميدالية؟ إن في هذا ما يثير الريبة ويشير إلى خلل عميق.
نعم، هناك خطب ما، خطبٌ جذري في الطريقة التي تُعامل بها مدينتنا.
كان يوم 20 يونيو 1936، وهو اليوم الأخير من الدورة، يومًا مزدحمًا للغاية في الكونجرس. بعد أن أبلغ آدامز مجلس الشيوخ بمشروع القانون، حاول جلاس أن يطلب من المجلس النظر فيه، لكن في البداية اعترض جوزيف جافي من بنسلفانيا، مطالبًا بالترتيب المعتاد. وفي وقت لاحق من ذلك اليوم، أبلغ جلاس مجلس الشيوخ أن غافي صرح بأنه لن يعترض مرة أخرى، وطلب مرة أخرى النظر في مشروع القانون. هذه المرة مُرر القانون دون اعتراض أو نقاش، وغُير العنوان ليعكس أن الميداليات يجب أن تُسك بدلاً من العملات المعدنية.
وقد حصلت مناقشة مشروع القانون من قبل مجلس النواب في وقت لاحق من نفس اليوم. تقدم أبسالوم دبليو روبرتسون من فرجينيا بطلب إلى مجلس النواب لإقراره، مشيرًا إلى أن مشروع القانون يجيز الميداليات، ولكن عندما سأله روبرت إف ريتش من بنسلفانيا، ذكر أن مشروع القانون كان من أجل "العملات الفضية". وقد أقر مجلس النواب مشروع القانون دون تعديل أو مناقشة،  ووقع عليه كقانون من قبل الرئيس روزفلت في الثامن والعشرين. لم يكن لهذه الميداليات سوق، حيث كان هواة جمع العملات في ذلك اليوم يفضلون العملات النقدية القانونية، وهو ما أراده مروجو مشروع القانون، وبالتالي لم تُسك أي ميداليات. كان من المأمول في البداية أن يُستخدم مشروع القانون الأولي للموافقة على العملات المعدنية؛ وعندما ثبت أن هذا ليس هو الحال، أجرى رئيس مجلس إعلانات نورفولك، فرانكلين إي. تورين، مقابلة مع صحيفة نورفولك ليدجر ديسباتش في الخامس من أغسطس، و"مزق حجاب السرية الذي غلف المفاوضات وسمى الأشياء بمسمياتها". ألقى تورين باللوم على روزفلت في هذا الخطأ، وذكر أن السيناتور جلاس قال إنه لم يدرك أن مشروع القانون قد غُير، كما لم يدرك النائب روبرتسون ذلك أيضًا. ووعد السيناتور جلاس بمحاولة أخرى.
أعاد جلاس تقديم مشروع القانون، هذه المرة برقم S. 4، في 6 يناير 1937. أُرسل تقرير إلى مجلس الشيوخ في اليوم السادس عشر من قبل آدامز مع تعديل يحتوي على لغة معتادة في فواتير العملات التذكارية، مفاده أن الحكومة الفيدرالية لن تكون مسؤولة عن نفقات إعداد القوالب الخاصة بالعملات المعدنية. وقد أقره مجلس الشيوخ دون اعتراض في 19 يناير. أُحال مشروع القانون إلى مجلس النواب، حيث أُحال إلى لجنة العملات والأوزان والمقاييس. وفي 26 مايو/أيار، قدمت تلك اللجنة تقريراً عن مشروع القانون، وأوصت بإقراره بعد تعديله، بما في ذلك زيادة عدد القطع النقدية المسموح بطبعها من 20 ألف قطعة إلى 25 ألف قطعة. ولفت التقرير الانتباه إلى "الخطأ المؤسف" الذي وقع في العام السابق، و"أن إعداد هذا التقرير الإيجابي لا يساعد إلا في تصحيح هذا الخطأ". وقد أقر مجلس النواب مشروع القانون المعدل في 21 يونيو/حزيران دون مناقشة أو معارضة. وبما أن المجلسين لم يوافقا على نفس النسخة، فقد عاد مشروع القانون إلى مجلس الشيوخ، حيث وافق المجلس في 22 يونيو/حزيران، بناء على اقتراح جلاس، على تعديلات مجلس النواب. وقّع روزفلت على مشروع القانون، الذي سمح بتخصيص 25000 نصف دولار، في الثامن والعشرين من الشهر.

## تحضير
وتوقعًا لإصدار عملة معدنية بدلًا من ميدالية، استأجرت هيئة إعلانات نورفولك الزوجين ويليام ماركس سيمبسون ومارجوري إيموري سيمبسون لتصميم نصف الدولار، وفي 26 سبتمبر 1936، قدم ويليام سيمبسون مطبوعات لتصميمه إلى لجنة الفنون الجميلة. كُلفت لجنة الفنون الجميلة بموجب أمر تنفيذي أصدره الرئيس وارن جي هاردينج عام 1921 بتقديم آراء استشارية بشأن الأعمال الفنية العامة، بما في ذلك العملات المعدنية. وقد أُحال التصاميم إلى النحات عضو اللجنة، لي لوري. بشكل عام، كان لوري متحمسًا، لكن كان لديه بعض الاقتراحات. كان أحد هذه الحلول هو تقصير الصولجان، الذي كاد أن يلمس الحرف "O" في DOLLAR في النماذج الأصلية. كما أشار إلى ضرورة إيلاء المزيد من الاهتمام للكتابة. وكتب رئيس اللجنة، تشارلز مور، إلى ويليام سيمبسون في 29 سبتمبر/أيلول، ليبلغه بهذا الأمر، ويضيف إليه تهانيه على التصميم. لم تُصدر أي موافقة رسمية في ذلك الوقت، حيث لم تُرخص العملة المعدنية.
بعد أن أقر الكونجرس مشروع قانون العملة في يونيو 1937، قام آل سيمبسون بتعديل التصميم قليلاً، حيث أصبح رأس الصولجان الآن بين كلمتي HALF و DOLLAR، وأُجريت تغييرات طفيفة على الوجه الأمامي. أُرسلت صور النماذج المنقحة إلى لجنة الفنون الجميلة في 10 أغسطس 1937؛ وحصلت الموافقة على التصاميم في 14 أغسطس.

## تصميم
قالب:Tall imageيصور الوجه الأمامي ختم مدينة نورفولك. تظهر سفينة شراعية تبحر على أمواج منمقة؛ وفي الأسفل محراث وثلاث حزم من القمح. تحت هذا توجد الكلمة اللاتينية CRESCAS، والتي تُترجم إلى "أتمنى لك النجاح". فوق السفينة توجد عبارة ET TERRA ET MARE DIVITIAE، والتي تعني "الأرض والبحر هما ثروتك". تتتبع النقوش تقدم نورفولك من بلدة إلى مدينة، وتتضمن تاريخ 1936، كما يقتضي التشريع، على الرغم من أن العملة لم تُسك حتى عام 1937. يظهر على الوجه الآخر صولجان نورفولك، مع تاريخ منحة الأرض، 1636، مقسمًا به ومحاطًا بأغصان من خشب الكورنيا. يُفسر هذا التاريخ بالكلمات NORFOLK VIRGINIA LAND GRANT. يوجد أيضًا على الوجه الخلفي اسم الدولة والطائفة والنقوش المطلوبة بموجب القانون، وكذلك الأحرف الأولى للمصممين، المكتوبة على النحو التاليWM MES. هناك خمسة تواريخ على العملة، ولا يوجد أي منها يشير إلى سنة سك العملة، 1937.
س. وصف ديفيد باورز الوجه الأمامي للعملة بأنه "التصميم التذكاري الأكثر ازدحامًا على الإطلاق". وصف مؤرخ الفن كورنيليوس فيرمول، في مجلده عن العملات التذكارية والميداليات الأمريكية، قطعة نورفولك بأنها "نقطة منخفضة في التصميم التذكاري". لم يكن رأيه سلبيًا تمامًا، إذ قال إن "المهارة في تحديد المسافات بين الحروف، وصب الأسطح، ونمذجة النقوش البارزة تُنقذ الكثير من التكوين. ومع ذلك، فإن إحياء ذكرى نورفولك يُعدّ وثيقةً في علم النقوش أكثر منه فنًا تصويريًا." وأشار فيرمول إلى أن العملة صممها زوجان، وأن "هذه العملة تُقدم دليلًا كافيًا على أن وجود رأسين لا يعني بالضرورة وجود رأس واحد."

## الإنتاج والتوزيع
في سبتمبر 1937، قامت دار سك العملة في فيلادلفيا بضرب 25 ألف نصف دولار نورفولك، بالإضافة إلى 13 نصف دولار إضافية سيحتفظ بها للفحص والاختبار في اجتماع لجنة التحليل السنوي لعام 1938. طُرحت للبيع بسعر 1.50 دولارًا لكل منها، مع حد أولي يبلغ 20 لكل مشترٍ. وقد أُسقط هذا الحد لاحقًا للسماح بالمبيعات بالجملة للتجار. كان هناك جدل حول نصف الدولار الذي يحمل التاج البريطاني كجزء من الصولجان - قال البعض إن التاج ليس له مكان على العملة الأمريكية - وحول حقيقة أن الذكرى السنوية مرت في عام 1936. وقد تناولت مدينة تورينو هذا الأمر في إعلاناتها، مشيرة إلى أن التاج ظهر فقط كجزء من الصولجان التاريخي، وأن المدينة كانت ستصدر العملة المعدنية في عام 1936 لولا هذا الخطأ. كانت المبيعات أبطأ من المتوقع، وقامت تورينو بالترويج للعملة المعدنية طوال عام 1938 من خلال إرسال كميات كبيرة من البريد إلى هواة جمع العملات المعدنية. وعلى الرغم من ذلك، أسترجعت 5000 قطعة نقدية إلى دار سك العملة في فيلادلفيا لاستردادها وصهرها في عام 1938، و3077 قطعة أخرى في وقت لاحق. بيع عدة آلاف منها بكميات كبيرة للتجار، وكانت الكميات بالجملة متاحة في سوق العملات لسنوات بعد ذلك.
بيع نصف دولار نورفولك في متاجر التجزئة بحوالي 1.50 دولار في عام 1940، في حالة غير متداولة. وبعد ذلك ارتفعت قيمتها، حيث بيعت بحوالي 18 دولارًا بحلول عام 1955، و170 دولارًا بحلول عام 1975. تُدرج الطبعة الفاخرة من كتاب RS Yeoman 's A Guide Book of United States Coins، الذي نُشر في عام 2018، العملة المعدنية بسعر يتراوح بين 310 و380 دولارًا، اعتمادًا على الحالة. بيعت عينة استثنائية في مزاد بمبلغ 2760 دولارًا في عام 2008.